# Иж Планета-2
Иж Плане́та-2 — советский дорожный мотоцикл среднего класса, предназначенный для езды по дорогам с разным покрытием в одиночку или с пассажиром. Выпускался
Ижевским машиностроительным заводом с 1965 по 1971 год. Пришёл на смену модели «Иж Планета» и стал дальнейшим развитием данной линейки. Отличался улучшенной динамикой, модернизированной ходовой частью и большей надёжностью. Всего было выпущено 246 486
мотоциклов. 

## Конструкция
На мотоцикле установлен одноцилиндровый, двухтактный двигатель воздушного охлаждения. Картер — блочного типа. В передней части находится кривошипная камера, в задней размещена коробка передач. Картер состоит из двух половин с разъёмом по средней продольной плоскости. Педаль ножного переключения передач и педаль кикстартера расположены с левой стороны картера коробки передач.

## Техническая характеристика
- Габаритная длина 2 130 мм
- Габаритная ширина 780 мм
- Габаритная высота 1 025 мм
- Колёсная база 1 430 мм
- Клиренс 135 мм
- Максимальная скорость 105 км/час
- Ёмкость топливного бака 18 л
- Расход топлива по шоссе не более 5,5 литра на 100 км
- Топливо: Бензин с маслом в пропорции 25 : 1
- Аккумуляторная батарея: 6 вольт
- Двигатель
  - Ход поршня 85 мм
  - Диаметр цилиндра 72,0 мм
  - Число цилиндров 1
  - Рабочий объем цилиндра 346 см3
  - Степень сжатия 6,7-7,0
  - Максимальная мощность 15,5 л.с. при 4 200-4 600 об/мин[3].
  - Охлаждение воздушное
  - Система смазки совместная с топливом
  - Тип карбюратора К-36И

- Сцепление: многодисковое, в масляной ванне
- Коробка передач: четырёхступенчатая, двухходовая.
- Моторная передача: втулочная двухрядная цепь
- Передача от коробки на заднее колесо втулочно-роликовая цепь, передаточное число — 2,33
- Рама — трубчатая, неразборная.
- Передняя вилка телескопическая с пружинно-гидравлическими амортизаторами.
- Задняя вилка маятниковая с пружинно-гидравлическими амортизаторами
- Тип тормозов колодочные
- Тип колес легкосъемные, с тангентно расположенными спицами.
- Размер шин 3,25-19"